# Erynnis afranius
Erynnis afranius är en fjärilsart som beskrevs av Joseph Albert Lintner 1878. Erynnis afranius ingår i släktet Erynnis och familjen tjockhuvuden. Inga underarter finns listade i Catalogue of Life.